# Goalball-Bundesliga 2015
Die Goalball-Bundesliga 2015 war die dritte Austragung der höchsten deutschen Spielklasse im Goalball. In ihr wurde zwischen dem 14. Februar und dem 13. Juni 2015 der 25. deutsche Goalballmeister ermittelt. Nach Saisonende stand die SSG Blindenstudienanstalt Marburg an der Tabellenspitze und wurde somit zum elften Mal deutscher Meister. Torschützenkönig wurde Marcel Lehmann vom VfL Blau-Weiß Neukloster mit 45 Toren.

## Teilnehmende Mannschaften
| Stadt               | Mannschaft                            |
| Chemnitz            | BFV Ascota Chemnitz                   |
| Chemnitz            | BFV Ascota Chemnitz II                |
| Dortmund            | ISC Viktoria Kirchderne               |
| Königs Wusterhausen | SSV Blindenschule Königs Wusterhausen |
| Marburg             | SSG Blindenstudienanstalt Marburg     |
| Neukloster          | VfL Blau-Weiß Neukloster              |
| Nürnberg            | BVSV Nürnberg                         |
| Rostock             | Rostocker GC Hansa                    |

## Spielübersicht
| Datum                 |                                       | Ergebnis | !Austragungsort                                   |
| --------------------- | ------------------------------------- | -------- | ------------------------------------------------- |
| 14.02.2015, 10:00 Uhr | BFV Ascota Chemnitz                   | 15:70    | BFV Ascota Chemnitz II \|\|Berlin                 |
| 14.02.2015, 11:10 Uhr | SSV Blindenschule Königs Wusterhausen | 12:40    | Rostocker GC Hansa \|\|Berlin                     |
| 14.02.2015, 12:20 Uhr | BFV Ascota Chemnitz II                | 13:23    | VfL Blau-Weiß Neukloster \|\|Berlin               |
| 14.02.2015, 13:30 Uhr | BFV Ascota Chemnitz                   | 10:50    | Rostocker GC Hansa \|\|Berlin                     |
| 14.02.2015, 14:40 Uhr | BFV Ascota Chemnitz II                | 04:14    | SSV Blindenschule Königs Wusterhausen \|\|Berlin  |
| 14.02.2015, 15:50 Uhr | SSV Blindenschule Königs Wusterhausen | 13:30    | VfL Blau-Weiß Neukloster \|\|Berlin               |
| 21.03.2015, 09:30 Uhr | BFV Ascota Chemnitz II                | 09:14    | Rostocker GC Hansa \|\|Chemnitz                   |
| 21.03.2015, 10:40 Uhr | BFV Ascota Chemnitz                   | 13:30    | BVSV Nürnberg \|\|Chemnitz                        |
| 21.03.2015, 11:50 Uhr | Rostocker GC Hansa                    | 8:4      | ISC Viktoria Kirchderne \|\|Chemnitz              |
| 21.03.2015, 13:00 Uhr | BFV Ascota Chemnitz II                | 04:11    | BVSV Nürnberg \|\|Chemnitz                        |
| 21.03.2015, 14:10 Uhr | BFV Ascota Chemnitz                   | 19:10    | ISC Viktoria Kirchderne \|\|Chemnitz              |
| 21.03.2015, 15:20 Uhr | Rostocker GC Hansa                    | 02:10    | BVSV Nürnberg \|\|Chemnitz                        |
| 18.04.2015, 10:00 Uhr | BVSV Nürnberg                         | 13:30    | VfL Blau-Weiß Neukloster \|\|Nürnberg             |
| 18.04.2015, 11:10 Uhr | SSG Blindenstudienanstalt Marburg     | 10:00    | ISC Viktoria Kirchderne \|\|Nürnberg              |
| 18.04.2015, 12:40 Uhr | ISC Viktoria Kirchderne               | 11:10    | VfL Blau-Weiß Neukloster \|\|Nürnberg             |
| 18.04.2015, 14:10 Uhr | VfL Blau-Weiß Neukloster              | 05:15    | SSG Blindenstudienanstalt Marburg \|\|Nürnberg    |
| 18.04.2015, 15:20 Uhr | ISC Viktoria Kirchderne               | 14:23    | BVSV Nürnberg \|\|Nürnberg                        |
| 30.05.2015, 10:00 Uhr | SSG Blindenstudienanstalt Marburg     | 16:60    | BFV Ascota Chemnitz II \|\|Marburg                |
| 30.05.2015, 11:10 Uhr | SSV Blindenschule Königs Wusterhausen | 12:20    | ISC Viktoria Kirchderne \|\|Marburg               |
| 30.05.2015, 12:20 Uhr | SSG Blindenstudienanstalt Marburg     | 10:00    | BVSV Nürnberg \|\|Marburg                         |
| 30.05.2015, 13:40 Uhr | BFV Ascota Chemnitz II                | 18:13    | ISC Viktoria Kirchderne \|\|Marburg               |
| 30.05.2015, 14:50 Uhr | SSV Blindenschule Königs Wusterhausen | 6:4      | BVSV Nürnberg \|\|Marburg                         |
| 13.06.2015, 10:00 Uhr | BFV Ascota Chemnitz                   | 5:2      | SSV Blindenschule Königs Wusterhausen \|\|Rostock |
| 13.06.2015, 11:10 Uhr | Rostocker GC Hansa                    | 05:11    | SSG Blindenstudienanstalt Marburg \|\|Rostock     |
| 13.06.2015, 12:20 Uhr | BFV Ascota Chemnitz                   | 14:40    | VfL Blau-Weiß Neukloster \|\|Rostock              |
| 13.06.2015, 13:30 Uhr | SSG Blindenstudienanstalt Marburg     | 2:2      | SSV Blindenschule Königs Wusterhausen \|\|Rostock |
| 13.06.2015, 14:40 Uhr | Rostocker GC Hansa                    | 17:14    | VfL Blau-Weiß Neukloster \|\|Rostock              |
| 13.06.2015, 15:50 Uhr | BFV Ascota Chemnitz                   | 3:9      | SSG Blindenstudienanstalt Marburg \|\|Rostock     |

## Abschlusstabelle
| Pl. | Mannschaft                            | Sp. | S | U | N | Tore    | Diff. | Punkte |
| --- | ------------------------------------- | --- | - | - | - | ------- | ----- | ------ |
| 1.  | SSG Blindenstudienanstalt Marburg (M) | 7   | 6 | 1 | 0 | 073:210 | +52   | 19     |
| 2.  | BFV Ascota Chemnitz                   | 7   | 6 | 0 | 1 | 079:400 | +39   | 18     |
| 3.  | SSV Blindenschule Königs Wusterhausen | 7   | 5 | 1 | 1 | 061:240 | +37   | 16     |
| 4.  | BVSV Nürnberg                         | 7   | 4 | 0 | 3 | 064:520 | +12   | 12     |
| 5.  | Rostocker GC Hansa                    | 7   | 3 | 0 | 4 | 055:700 | −15   | 09     |
| 6.  | VfL Blau-Weiß Neukloster              | 7   | 1 | 0 | 6 | 062:960 | −34   | 03     |
| 7.  | ISC Viktoria Kirchderne               | 7   | 1 | 0 | 6 | 054:100 | −46   | 03     |
| 8.  | BFV Ascota Chemnitz II                | 7   | 1 | 0 | 6 | 061:106 | −45   | 03     |

Farblegende:

Bei Punktgleichheit entschieden über die Tabellenplatzierung:
1. der direkte Vergleich,
2. die Tordifferenz,
3. die Anzahl der erzielten Tore,
4. ein Entscheidungsspiel.

## Torschützenliste
| Platz | Name            | Mannschaft                        | Tore |
| 1.    | Marcel Lehmann  | VfL Blau-Weiß Neukloster          | 45   |
| 2.    | Michael Feistle | SSG Blindenstudienanstalt Marburg | 42   |
| 3.    | Lars Geithner   | BFV Ascota Chemnitz II            | 39   |

Beste Torschützin war Stefanie Behrens vom ISC Viktoria Kirchderne mit 4 Toren.

## Relegation
| Datum                 |                          | Ergebnis | !Austragungsort                      |
| --------------------- | ------------------------ | -------- | ------------------------------------ |
| 12.12.2015, 09:30 Uhr | FC St. Pauli             | 16:17    | VfL Blau-Weiß Neukloster \|\|Marburg |
| 12.12.2015            | SGV Dresden              | 10:10    | ISC Viktoria Kirchderne \|\|Marburg  |
| 12.12.2015            | SGV Dresden              | 13:30    | FC St. Pauli \|\|Marburg             |
| 12.12.2015            | ISC Viktoria Kirchderne  | 02:12    | VfL Blau-Weiß Neukloster \|\|Marburg |
| 12.12.2015            | VfL Blau-Weiß Neukloster | 11:15    | SGV Dresden \|\|Marburg              |
| 12.12.2015, 15:30 Uhr | FC St. Pauli             | 4:8      | ISC Viktoria Kirchderne \|\|Marburg  |

| Pl. | Mannschaft               | Sp. | S | U | N | Tore    | Diff. | Punkte |
| --- | ------------------------ | --- | - | - | - | ------- | ----- | ------ |
| 1.  | SGV Dresden              | 3   | 3 | 0 | 0 | 038:150 | +23   | 09     |
| 2.  | VfL Blau-Weiß Neukloster | 3   | 2 | 0 | 1 | 040:330 | +7    | 06     |
| 3.  | ISC Viktoria Kirchderne  | 3   | 1 | 0 | 2 | 011:260 | −15   | 03     |
| 4.  | FC St. Pauli             | 3   | 0 | 0 | 3 | 023:380 | −15   | 0      |

Farblegende:

Bei Punktgleichheit entschieden über die Tabellenplatzierung:
1. der direkte Vergleich,
2. die Tordifferenz,
3. die Anzahl der erzielten Tore,
4. ein Entscheidungsspiel.